# Christopher Barton
Christopher Bertram Ronald "Chris" Barton, född 21 november 1927 i Celbridge, död 18 augusti 2013 i Christchurch, var en brittisk roddare.
Barton blev olympisk silvermedaljör i åtta med styrman vid sommarspelen 1948 i London.